# Violeta Mițul
Violeta Mițul (n. 3 aprilie 1997, Tiraspol, Republica Moldova – d. 4 septembrie 2023, Vopnafjörður⁠(d), Eastern Region⁠(d), Islanda) a fost o fotbalistă moldoveană care a jucat ca fundaș stânga.

## Carieră
A jucat pentru Vasas Femina Odorhei cu care a câștigat Cupa României din 2019, Voskhod (Ucraina), Apulia Trani (Italia), FF La Solana (Spania) și Ungmennafélagið Einherji (Islanda).
Mițul a fost selecționată de peste 40 de ori în echipa națională a Moldovei, prezentându-se la echipă în timpul ciclului de calificare la Cupa Mondială Feminină FIFA 2019.
La 4 septembrie 2023, Mițul a murit în urma unei căderi accidentale de pe o stâncă din zona portului din Vopnafjörður, Islanda.

## Palmares
FC Tiraspol-Alga
- Cupa Republicii Moldova: 2013, 2015[4]

Vasas Femina
- Cupa României: 2019[4]